# Mehmedalija Đonlagić
Mehmedalija Đonlagić (tudi Dali Đonlagić), slovenski inženir elektrotehnike bosanskega rodu, * 7. december 1930, Derventa, Bosna in Hercegovina, † 12. maj 2019, Maribor, Slovenija.

## Življenje in delo
Leta 1956 je diplomiral na ljubljanski Fakulteti za elektrotehniko, kjer je 1971 tudi magistriral. Doktoriral je 1976 na zagrebški elektrotehniški fakulteti. Po diplomi se je ukvarjal z merilno regulacijsko tehniko v rafineriji nafte v Bosanskem Brodu in nato v tovarni celuloze v Banjaluki. Leta 1964 je postal predavatelj regulacijske tehnike na mariborski Višji tehniški šoli, od 1976 je bil tu izredni, od 1981 pa redni profesor Tehniške fakultete v Mariboru. V letih 1977−1979 je bil dekan Višje tehniške šole in 1979-1983 rektor Univerze v Mariboru. Leta 1995 je postal dekan novoustanovljene Fakultete za elektrotehniko, računalništvo in informatiko Univerze v Mariboru. Đonlagić je bil med ustanovitelji jugoslovanskega združenja za regulacijo, merjenje in avtomatizacijo ter podpredsednik Jugoslovanskega komiteja za električne meritve. Objavil je več raziskovalnih in strokovnih člankov iz merilne regulacijske tehnike in avtomatike. Je tudi avtor več projektov s področja procesne industrije taki doma kot tudi v tujini. Univerza v Mariboru ga je ob upokojitvi leta 1997 razglasila za zaslužnega profesorja.